# Список растительных масел

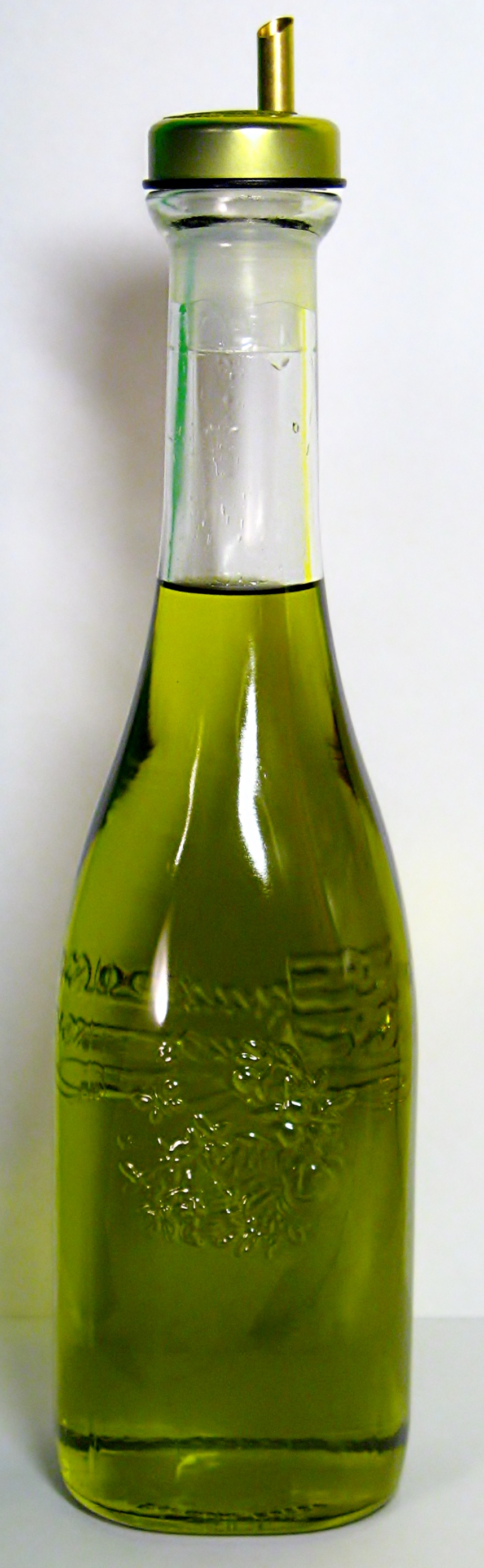
Оливковое масло

Масла растительные — жиры, триглицериды, извлекаемые из растительного сырья.

## Виды масел
Растительные масла жидкие при комнатной температуре (за исключением масла из семян какао, кокосового и некоторых других). Они сохраняют вкус и аромат тех семян и плодов, из которых добыты. Ряд растительных масел употребляется в пищу.
К так называемым столовым растительным маслам относятся: подсолнечное масло, оливковое (прованское), кукурузное масло, соевое масло, льняное, маковое, буковое, сурепное (оно же рапсовое масло), облепиховое масло, ореховое, горчичное, кунжутное, арахисовое масло (из Arachis hypogaea).

## Употребляемые в пищу
- масло авокадо
- из абрикосовых косточек
- азаровое масло
- арахисовое масло
- аргановое масло
- из виноградных косточек
- из косточек вишни

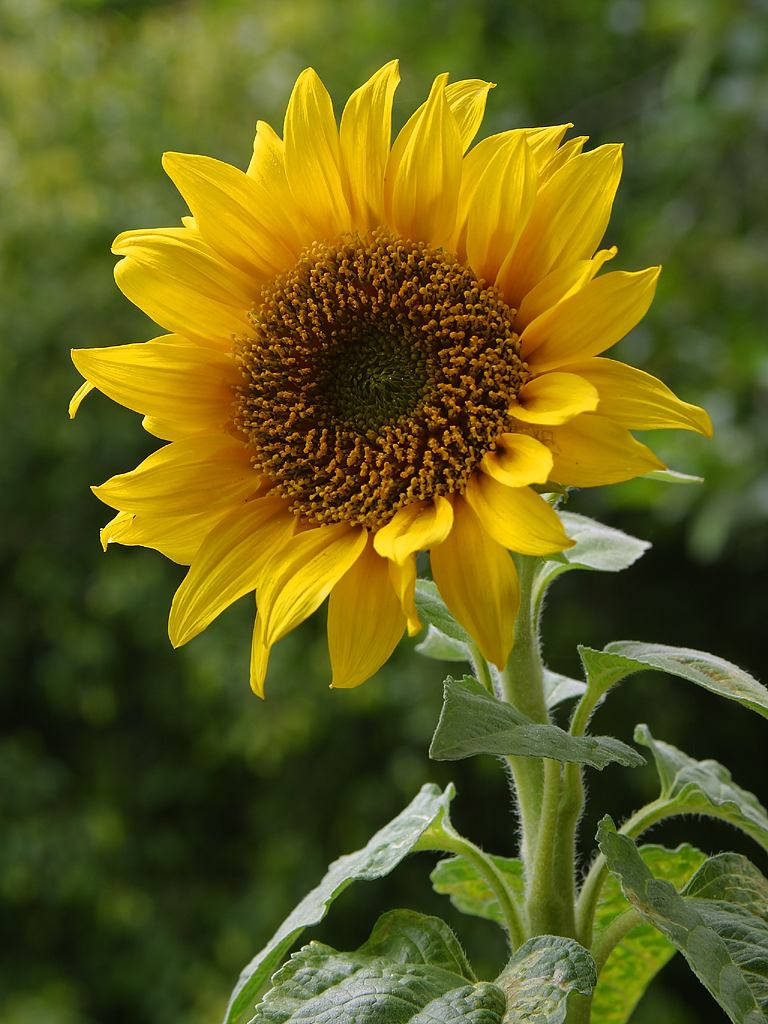
Подсолнечник, семена которого — сырьё для подсолнечного масла.

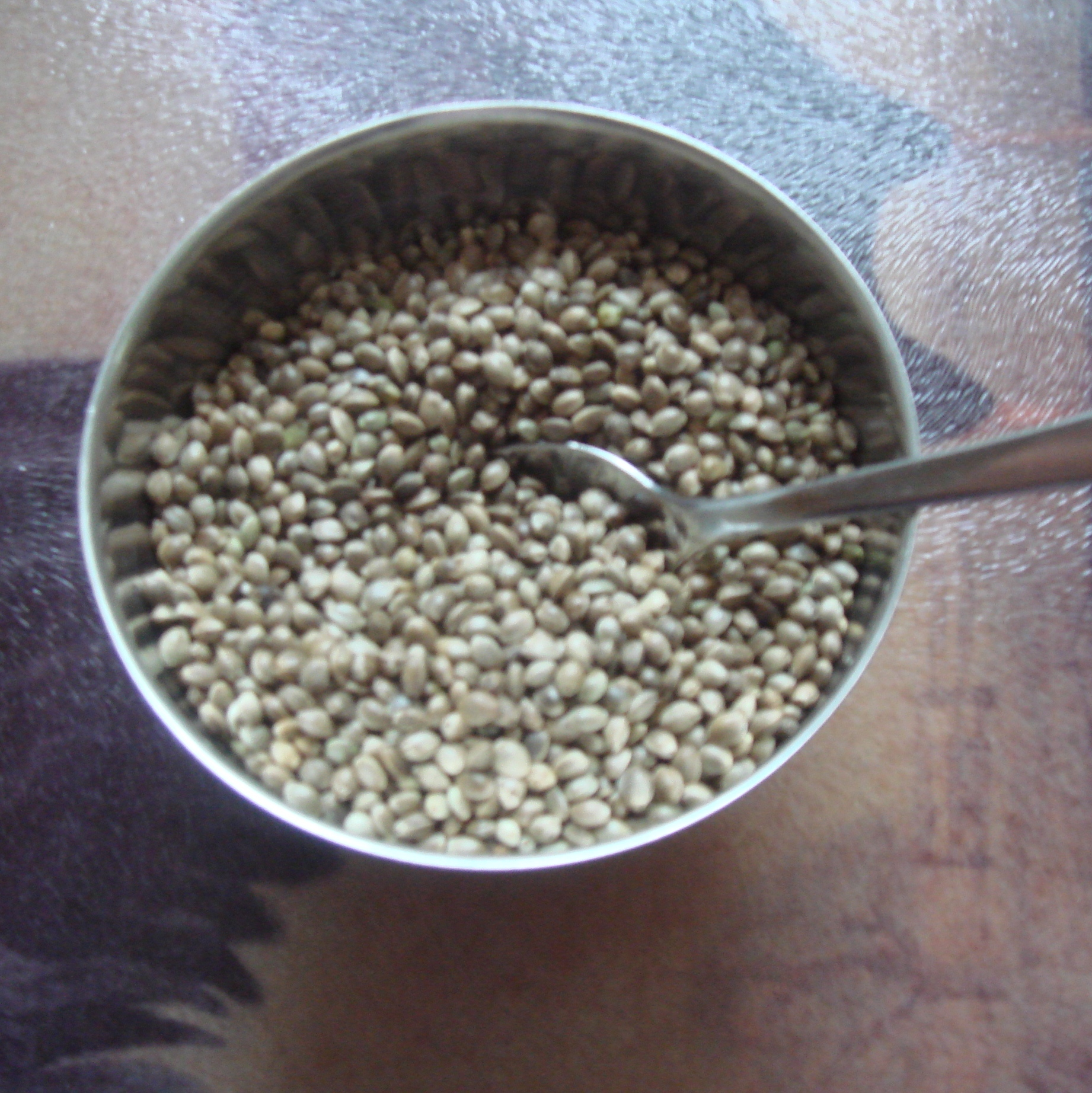
Семена конопли, из которых может быть получено конопляное масло

- ореховое масло (из грецкого ореха)
- горчичное масло
- масло зародышей пшеницы
- кедровое масло
- конопляное масло
- красное пальмовое масло
- кукурузное масло
- кунжутное масло
- льняное масло
- миндальное масло
- облепиховое масло
- оливковое масло
- пальмовое масло
- подсолнечное масло
- рапсовое масло
- из рисовых отрубей
- из расторопши пятнистой
- рыжиковое масло
- сафлоровое масло
- соевое масло
- тыквенное масло
- хлопковое масло
- масло шиповника
- масло ореха макадамия (австралийский орех, киндаль)
- масло ореха пекан
- масло ореха бразильского
- масло ореха фисташки
- масло фундука
- масло семян дыни
- масло чёрного тмина

## Используемые длябиотоплива
Для производства биотоплива в настоящее время используются жирные масла из растений, специально выращиваемых для данной цели (например, рапсовое масло), и разнообразные промышленные отходы, состоящие из растительных масел и/или животных жиров (куриный жир и др.).